# Château de Chaussins
Le château de Chaussins ou château des Chaussins est un château fort situé à Abrest, en France.

## Localisation
Le château est situé sur la commune d'Abrest, dans le département de l'Allier, en région Auvergne-Rhône-Alpes, à environ 3 km au sud-est du bourg et 500 m de la limite communale avec Saint-Yorre.

## Description
Le logis en L date du XIVe siècle. Le donjon hexagonal qui fait suite au logis est circulaire à l'intérieur. Les autres bâtiments qui entourent la cour ont été construits au XVIe siècle et le corps de logis sans toiture le serait depuis 1573 et l'assassinat du propriétaire.
Des agrandissements d'ouvertures ont été effectués au XVIIIe siècle et la tour sud-ouest a été crénelée au XIXe siècle. L'ensemble est entouré de douves.

## Histoire
Il a été bâti du XIVe siècle au XVIe siècle.
En juillet 1794, le propriétaire, Louis Justin Marie, dernier marquis de Talaru ayant émigré, les propriétés des Talaru sont vendues aux enchères, et Chaussins est adjugé pour 44 000 livres à sept habitants d'Abrest.
Le château (précisément les douves, les façades et les toitures mais aussi la pièce voutée d'ogive et sa cheminée, la cheminée gothique, les deux cheminées renaissance et les peintures murales du premier étage) fait l’objet d’une inscription au titre des monuments historiques depuis le 5 août 1980.